# UAE 프로리그
스폰서 십 이유로 아라비아 걸프 리그로 알려진 UAE 프로 리그
UAE 아라비안 걸프 리그는 아랍에미리트의 최상위 축구 리그이다. 아랍에미리트 리그는 1973년에 UAE 축구 리그로 창설 되었고 2007년에 프로리그 연맹이 설립되어 현재에 이르고 있다. 초대 우승팀은 알샤르자이며 14회의 우승을 기록한 알아인 FC가 최다 우승팀으로 자리하고 있다.

## 현재 시즌 참가클럽

### 2024-25 시즌 참가 클럽
| 구단             | 연고지        | 감독                  | 경기장                                | 수용인원 |
| ---------------- | ------------- | --------------------- | ------------------------------------- | -------- |
| 바니야스         | 아부다비      | 주앙 페드루 소자      | 바니야스 경기장                       | 10,000   |
| 알나스르         | 두바이        | 알프러트 스뢰더르     | 알막툼 스타디움                       | 12,000   |
| 이티하드 칼바 FC | 칼바          | 가지 파하드           | 이티하드 칼바 스타디움                | 8,500    |
| 샤르자           | 샤르자        | 코스민 올러로이우     | 샤르자 스타디움                       | 11,073   |
| 아지만           | 아지만        | 고란 투펙지치         | 아지만 스타디움                       | 5,537    |
| 알아인           | 알아인        | 레오나르두 자르딤     | 하자 빈 자예드 경기장                 | 25,053   |
| 샤바브 알아흘리  | 두바이        | 파울루 소자           | 알라시드 스타디움                     | 9,415    |
| 알와슬           | 두바이        | 밀로스 밀로셰비치     | 자빌 스타디움                         | 8,439    |
| 알와흐다         | 아부다비      | 다르코 밀라니치       | 알나얀 스타디움                       | 18,000   |
| 알자지라         | 아부다비      | 후세인 아무타         | 모하메드 빈 자예드 스타디움           | 42,000   |
| 에미리트 클럽    | 라스알카이마  | 베르토 카르보네(대행) | 에미리트 클럽 경기장                  | 5,200    |
| 디바 알 히슨 SC  | 디바 알 히슨  | 오스만 알 나자르      | 디바 스타디움                         | 7,00     |
| 코르 파칸 클럽   | 코르파칸      | 다니엘 이서일러       | 사크르 빈 모함메드 알 카시미 스타디움 | 7,500    |
| 알 우루바 클럽   | 미르바 키드파 | 파티 알 오베이디      | 알 샤르키 스타디움                    | 3,000    |

## 역대 우승 팀
| - 1973-74: 알샤르자 - 1974-75: 알아흘리 - 1975-76: 알아흘리 - 1976-77: 알아인 - 1977-78: 알나스르 - 1978-79: 알나스르 - 1979-80: 알아흘리 - 1980-81: 알아인 - 1981-82: 알와슬 - 1982-83: 알와슬 - 1983-84: 알아인 - 1984-85: 알와슬 - 1985-86: 알나스르 - 1986-87: 알샤르자 | - 1987-88: 알와슬 - 1988-89: 알샤르자 - 1989-90: 알샤바브 - 1990-91: 걸프 전쟁으로 중단됨 - 1991-92: 알와슬 - 1992-93: 알아인 - 1993-94: 알샤르자 - 1994-95: 알샤바브 - 1995-96: 알샤르자 - 1996-97: 알와슬 - 1997-98: 알아인 - 1998-99: 알와흐다 - 1999-00: 알아인 - 2000-01: 알와흐다 | - 2001-02: 알아인 - 2002-03: 알아인 - 2003-04: 알아인 - 2004-05: 알와흐다 - 2005-06: 알아흘리 - 2006-07: 알와슬 - 2007-08: 알샤바브 - 2008-09: 알아흘리 - 2009-10: 알와흐다 - 2010-11: 알자지라 - 2011-12: 알아인 - 2012-13: 알아인 - 2013-14: 알아흘리 - 2014-15: 알아인 | - 2015-16: 알아흘리 - 2016-17: 알자지라 - 2017-18: 알아인 - 2018-19: 샤르자 |

## 클럽별 우승 횟수
| 클럽     | 우승 횟수 | 우승 시즌 |
| -------- | --------- | --- |
| 알아인   | 14        | 1976-77, 1980-81, 1983-84, 1992-93, 1997-98, 1999-00, 2001-02, 2002-03, 2003-04, 2011-12, 2012-13, 2014-15, 2017-18 |
| 알와슬   | 7         | 1981-82, 1982-83, 1984-85, 1987-88, 1991-92, 1996-97, 2006-07                                                       |
| 알아흘리 | 7         | 1974-75, 1975-76, 1979-80, 2005-06, 2008-09, 2013-14, 2015-16                                                       |
| 샤르자   | 6         | 1973-74, 1986-87, 1988-89, 1993-94, 1995-96, 2018-19                                                                |
| 알와흐다 | 4         | 1998-99, 2000-01, 2004-05, 2009-10                                                                                  |
| 알샤바브 | 3         | 1977-78, 1978-79, 11985-86                                                                                          |
| 알나스르 | 3         | 1989-90, 1994-95, 2007-08                                                                                           |
| 알자지라 | 2         | 2010-11, 2016-17 |

UAE UAE 아라비안 걸프 리그에서 5회 우승할 경우, 국내 리그에서 활동할 때 앰블럼에 별을 달아 사용할 수 있게 된다.
- 알아인 (12)
- 샤바브 알아흘리 (10)*
- 알와슬 (7)
- 샤르자 (5)

2017년 여름 알샤바브와 두바이 CSC가 알아흘리에게 흡수 합병되었고, 알아흘리의 7회 우승과 알샤바브의 3회 우승이 결합되어 10회 우승으로, 샤바브 알아흘리는 두개의 별을 달게 되었다.*